# St Abb's Head
St Abb's Head est un promontoire rocheux près de St Abbs sur la côte sud-est de l'Écosse, dans le comté des Scottish Borders. C'est une réserve naturelle nationale qui est gérée par le National Trust for Scotland (NTS) en collaboration avec le Scottish Natural Heritage.

## Réserve naturelle nationale

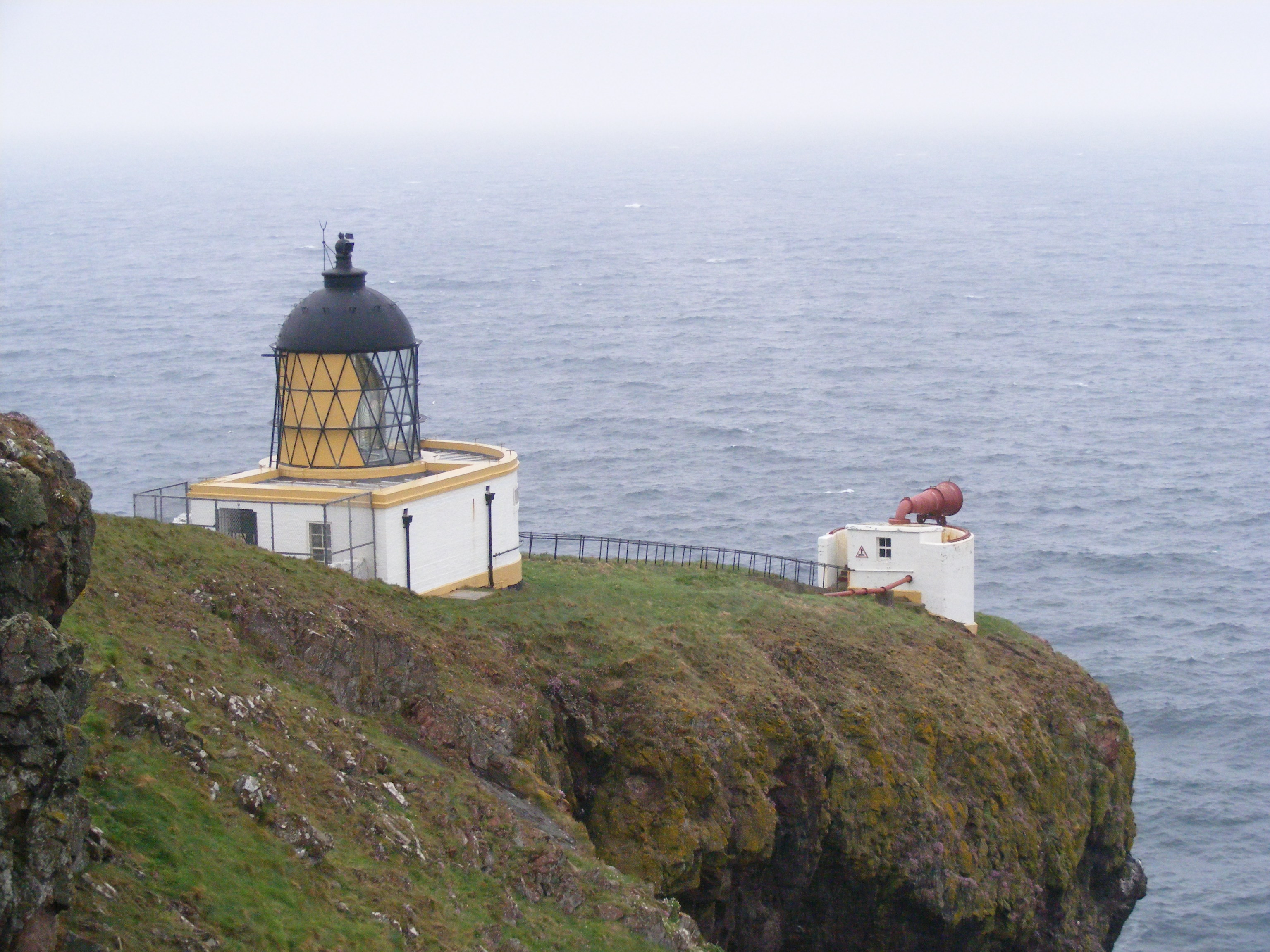
Phare de St Abbs

La première partie des terrains a été achetée en 1980 et la bande côtière de Lumsdaine a été offerte par la Pearl Assurance Company Ltd. en 1984. En 1994, la partie des pâturages de Blackpotts grazings a aussi été achetée. Le cap St Abb's a été désignée NNR (National nature reserve (en)) en raison de la présence d'une colonie d'oiseaux de mer de près de 60 000 individus dans les falaises et les ravines. Mouettes Rissas et guillemots sont les espèces les plus nombreuses des oiseaux nicheurs suivis par les petis pingouins, cormorans, goélands argentés, fulmars et macareux. Pour préserver l'habitat marin, le NTS, en collaboration avec le Scottish Wildlife Trust, la communauté locale de pêcheurs et les clubs de plongée, a mis en place une réserve marine volontaire (St. Abbs and Eyemouth Voluntary Marine Reserve (en)) qui s'étend au sud de la côte jusqu'à la ville d'Eyemouth. Bien que plus connue pour ses oiseaux de mer, la réserve a également des prairies riches en fleurs et un lac d'eau douce. 
Le pâturage sur St Abb's Head est loué par la Trust Northfield Farm qui se trouve juste au sud, près du village de St Abbs. La prairie est étonnamment riche pour sa situation côtière : dans certains endroits il est possible de trouver plus de 20 espèces de plantes différentes sur le même mètre carré. Il y a au moins 10 types différents de papillon, y compris l'Argus de l'hélianthème qui est un papillon rare au Royaume-Uni. Les papillons boivent du nectar des fleurs du thym sauvage et les chenilles mangent les feuilles de Cistaceae. Les zones dans lesquelles ces deux plantes poussent sont protégées par des clôtures contre le pâturage des moutons. Proche du phare de St Abbs Head se trouve Mire Loch (en), un lac artificiel de 600 mètres de long.

## National Trust pour l'Écosse
Le NTS a un point d'information pour St Abbs Head situé à Northfield Farm où il a une exposition permanente sur St Abb's Head, un bar, une galerie d'art et un magasin de textile. Il y a aussi des cartes pour la promenade sur le site et un guide de randonnée.

## Le centre d'accueil de St Abbs

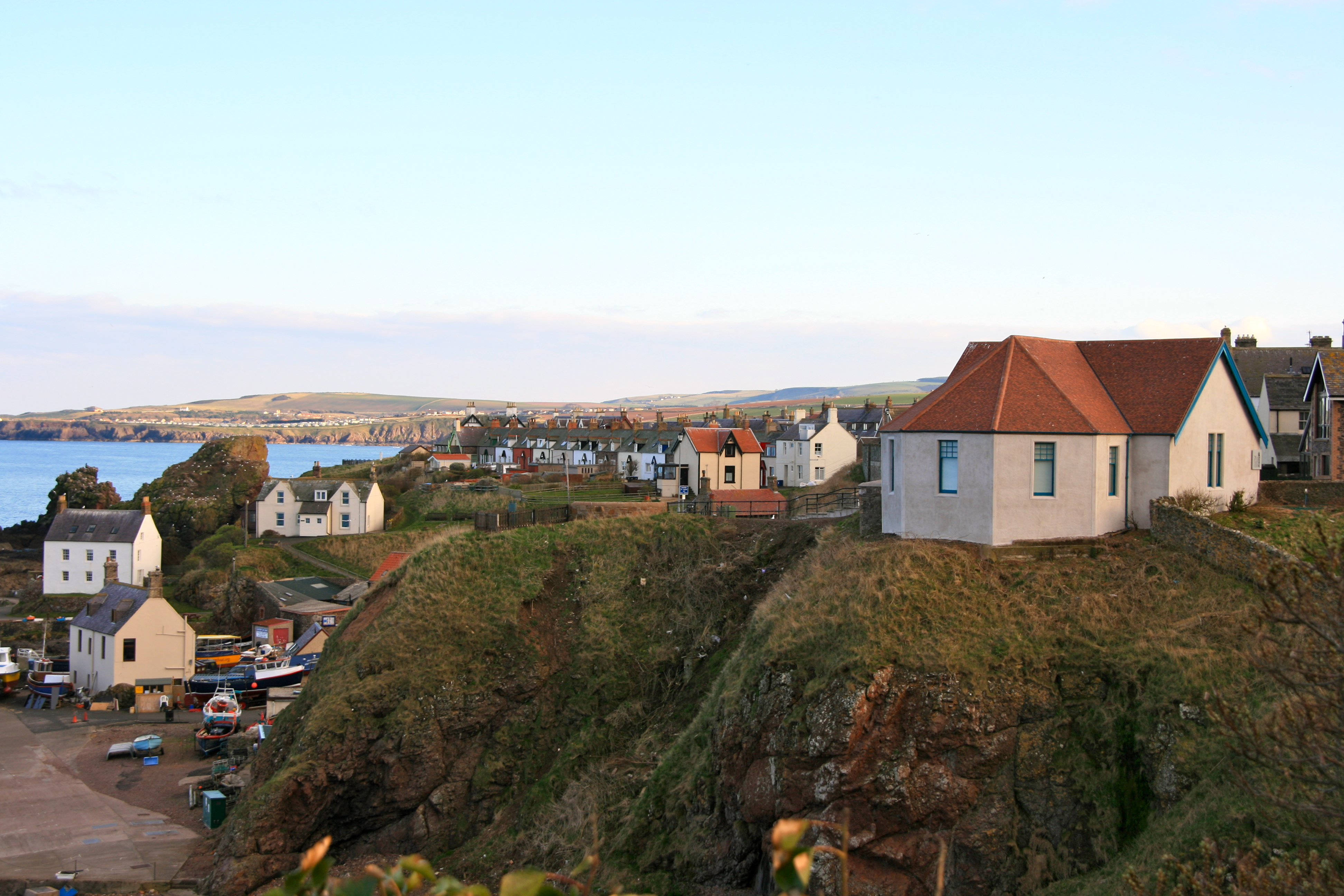
Centre d'accueil de St Abbs

En mars 2011, a eu lieu l'ouverture de la dernière attraction, le nouveau St Abbs Visitor Center. Cette belle installation est située dans l'ancienne salle du village qui est perchée sur une falaise. C'est un centre gratuit de ressources pour les visiteurs et les gens du pays où l'on trouve des expositions interactives, une zone de bibliothèque, l'accès au web, des photographies anciennes et des artefacts historiques. C'est le point de départ idéal pour une visite à St Abbs, donnant des informations sur l'histoire du village, la géologie, ainsi que sur la flore locale et sur la faune que les visiteurs sont susceptibles de rencontrer. La position de l'immeuble offre une superbe vue sur St Abbs Head, tout le chemin vers le port et au-delà. Le St Abbs Visitor Centre est un organisme de bienfaisance écossais indépendant.

## Géologie
La roche sédimentaire stratifiée de grauwacke et de siltstone qui se trouve au nord et au sud de St Abbs Head a été déposée au fond de la mer il y a entre 410 et 460 millions d'années. Le cap lui-même est fait de la roche volcanique dure qui s'est formée comme la lave coulait des volcans, il y a environ 400 millions d'années. Les différents types de roches expliquent le contraste de couleur entre les rochers du cap et ceux des falaises continentales. Les roches sédimentaires plus tendres ont été érodées au fil du temps, le promontoire étant en roche plus dure. Cependant, même cette roche volcanique dure a été affectée par les actions de la mer, en laissant des ravins escarpés et des rochers de mer qui sont idéaux pour la nidification des oiseaux de mer. Les roches les plus dures du cap sont séparées de la roche sédimentaire au sud-ouest par la faille de St Abbs Head inclinée vers le nord qui est marquée par une vallée basse qui, à des périodes de haut niveau de mer, aurait été inondée, coupant le promontoire du continent .

## Histoire
À seulement 0,5 km au sud-est du phare est Kirk Hill. Sur le sommet de cette colline se trouvent les restes de la colonisation monastique du VIIe siècle de Æbbe de Coldingham. C'est en 643 que Æbbe a établi le monastère sur Kirk Hill dans les restes d'un fort du VIe siècle connu sous le nom Urbs Coludi (Fort de Colud). Les moines et les religieuses vivaient au monastère dans des huttes, faites de boue et de branches et Æbbe y est resté comme abbesse jusqu'à sa mort vers 680. Quelques années plus tard, le monastère a été accidentellement brûlé et n'a pas été remplacé. La colonie monastique était protégée par un rempart massif de trois mètres de hauteur sur le côté de la côte, les vestiges de ce rempart peuvent être considérés comme une crête basse autour du bord de la colline. Ce sont les seuls restes de la colonisation monastique du VIIe siècle d'Æbbe. Cependant, il existe de faibles contours des bâtiments, des limites des champs et un lieu de sépulture rectangulaire datant du XIIe siècle. Ce sont les rares traces d'une chapelle bénédictine établie en 1188 et dédiée à Æbbe par des moines du prieuré de Coldingham. 
Sur le côté nord du cap se trouve Pettico Wick Bay qui fournit un piège naturel pour le saumon quand celui-ci nage vers la côte. Une station de pêche avait été établie ici en 1880 et a duré jusqu'en 1950 environ. Une jetée a également avait été construite dans la baie afin d'approvisionner le phare.